# Rakova Steza
Rakova Steza je naselje v Občini Vojnik.

## Prebivalstvo
Etnična sestava 1991:
- Slovenci: 43 (100 %)